# سی رنچ (کالیفرنیا)
سی رنچ (به انگلیسی: Sea Ranch) یک منطقهٔ مسکونی در ایالات متحده آمریکا است که در شهرستان سونوما، کالیفرنیا واقع شده‌است. سی رنچ ۴۱٫۹۰۷ کیلومتر مربع مساحت و ۱٬۳۰۵ نفر جمعیت دارد و ۳۳ متر بالاتر از سطح دریا واقع شده‌است.